# Pastazina crassa
Pastazina crassa är en mångfotingart som beskrevs av Vohland 1998. Pastazina crassa ingår i släktet Pastazina och familjen Aphelidesmidae. Inga underarter finns listade i Catalogue of Life.